# Hadron
Hadroner, från grekiskans ἁδρός, hadrós, "bastant", "tjock", är subatomära partiklar som är uppbyggda av kvarkar.
Hadronerna delas in i två undergrupper:
- Baryoner som är uppbyggda av tre kvarkar.
- Mesoner som består av en kvark och en antikvark.